# Ayman Ramadan
Ayman Ramadan (en árabe: أيمن رمضان‎) (Ismailía, 1 de enero de 1977 - ibídem, 16 de julio de 2013) fue un futbolista profesional egipcio que jugaba en la demarcación de defensa.

## Biografía
Ayman Ramadan debutó en 1998 con el Ismaily SC, equipo de su ciudad natal, a los 21 años de edad. Tras cinco temporadas en el club fue traspasado al Olympic El Qanah FC por dos años. Al finalizar su contrato volvió al Ismaily para volver a jugar con el equipo. Posteriormente fue fichado por Al-Masry y Petrojet FC, volviendo al año siguiente al equipo de su ciudad natal. En 2010 fichó por el El Sharquia, equipo en el que se retiró en 2011. Tras su retiro como futbolista, Ayman fue el segundo entrenador del El Gendy FC, convirtiéndose a los tres meses en el primer entrenador. Al finalizar la temporada el Ismaily SC lo fichó como entrenador del equipo juvenil. En enero de 2013 se fue del club para fichar por el Zifta.
Además Ayman Ramadan jugó para la selección de fútbol de Egipto en dos ocasiones.
Ayman Ramadan falleció el 16 de julio de 2013 a los 36 años de edad en un accidente de tráfico.

## Clubes
| Club                | País   | Año         | Partidos | Goles |
| ------------------- | ------ | ----------- | -------- | ----- |
| Ismaily SC          | Egipto | 1998 - 2003 | 13       | 0     |
| Olympic El Qanah FC | Egipto | 2003 - 2005 | ¿?       | ¿?    |
| Ismaily SC          | Egipto | 2005 - 2006 | 2        | 0     |
| Al-Masry            | Egipto | 2006 - 2007 | 4        | 1     |
| Petrojet FC         | Egipto | 2007 - 2009 | 28       | 0     |
| Ismaily SC          | Egipto | 2009 - 2010 | 26       | 0     |
| El Sharquia         | Egipto | 2010 - 2011 | 0        | 0     |

## Palmarés
Ismaily SC
- Primera División de Egipto: 2001/02
- Copa de Egipto: 2000